# 観沙嶺駅
観沙嶺駅（かんされいえき）は、中華人民共和国湖南省長沙市岳麓区にある長沙地下鉄4号線の駅である。

## 歴史
2015年7月13日に建設が開始され、2019年5月26日に開通した。

## 駅構造
島式ホーム1面

## 駅周辺
- 観沙嶺公園
- 施家港水上公園
- 長沙市人民政府
- 長沙市人民檢察院
- 長沙市檔案局
- 湖南省作家協会
- 長沙市信訪局